# Cameron Das
Cameron Das (Baltimore, Maryland, 17 maart 2000) is een Amerikaans autocoureur. In 2016 werd hij kampioen in het Amerikaans Formule 4-kampioenschap.

## Carrière
Das begon zijn autosportcarrière in het karting, waarin hij tot 2014 actief bleef. In 2016 debuteerde hij in het formuleracing in zowel het Amerikaans Formule 4-kampioenschap als de U.S. F2000 voor respectievelijk de teams JDX Racing en Jay Motorsports. In de Amerikaanse Formule 4 won hij negen races, waaronder de laatste acht races op een rij en werd hij met 281 punten gekroond tot kampioen. In de U.S. F2000 miste hij twee raceweekenden en was een achtste plaats op het Stratencircuit Toronto zijn beste klassering. Met 83 punten werd hij zestiende in het kampioenschap. Aan het eind van het jaar nam hij deel aan het herfstkampioenschap van het BRDC Britse Formule 3-kampioenschap voor Carlin. Een vijfde plaats op het Snetterton Motor Racing Circuit was zijn beste resultaat, waardoor hij met 44 punten zevende werd in het klassement.
In 2017 begon Das in de U.S. F2000 bij Newman Wachs Racing tijdens het raceweekend op het Stratencircuit Saint Petersburg, maar daarna kwam hij niet meer in de klasse uit. Vervolgens reed hij in een volledig seizoen van de Britse Formule 3 voor Carlin. Hij won een race op de Rockingham Motor Speedway en stond in zes andere races op het podium, waardoor hij met 425 punten vijfde werd. Tevens reed hij voor Campos Racing in de tweede seizoenshelft van de Euroformula Open, waarin drie achtste plaatsen zijn beste klasseringen waren en hij met 13 punten vijftiende werd in het klassement.
In 2018 begon Das het seizoen in de Toyota Racing Series bij het team Victory Motor Racing. Een zesde plaats op het Taupo Motorsport Park was zijn beste resultaat, waardoor hij met 438 punten twaalfde werd als de laatste coureur die alle races reed. Aansluitend nam hij deel aan een volledig seizoen van de Euroformula Open voor Carlin. Hij behaalde vier podiumplaatsen op het Autódromo do Estoril, het Circuit Paul Ricard, Silverstone en het Autodromo Nazionale Monza en werd met 159 punten vijfde in de eindstand.
In 2019 keerde Das terug in de Toyota Racing Series, maar ditmaal bij M2 Competition. Hij won een race in het laatste raceweekend op het Manfeild Autocourse en behaalde nog een andere podiumplaats, waardoor hij met 205 punten zevende werd in het kampioenschap. Vervolgens kwam hij opnieuw uit in de Euroformula Open, maar ditmaal bij het team Fortec Motorsport. Met een vijfde plaats op Silverstone als beste resultaat werd hij twaalfde in het eindklassement met 54 punten.
In 2020 kwam Das uit in zowel het FIA Formule 3-kampioenschap voor Carlin en in de Euroformula Open voor Team Motopark. In de FIA Formule 3 scoorde hij geen punten en werd hij met twee elfde plaatsen op Silverstone als beste klasseringen 25e in de eindstand. In de Euroformula Open behaalde hij twee podiumplaatsen op het Circuit de Barcelona-Catalunya en werd hij zesde in het klassement met 123 punten. Op het circuit van monza ging het minder goed, hij ging de muur in met als gevolg einde race.